# Italo Reale
Italo Aldo Reale (Nicastro, 2 maggio 1954) è un politico italiano.

## Biografia
Avvocato, nel 1985 viene eletto consigliere regionale in Calabria con Democrazia Proletaria, dal 1989 al 1990 ricopre anche il ruolo di assessore regionale. Successivamente aderisce alla Federazione dei Verdi. 
Alle elezioni politiche del 1994 è il candidato unitario dell'Alleanza dei Progressisti nel collegio uninominale di Lamezia Terme per la Camera, dove ottiene il 34% e viene eletto, rimanendo in carica nella XII legislatura.
Ricandidato nel medesimo collegio alle elezioni politiche del 1996 per L'Ulivo, ottiene il 44,6% dei voti, senza risultare eletto.
Successivamente fa parte del Partito Democratico.